# ホルガー・ティエレ
ホルガー・ティエレ（Holger Thiele、1878年9月25日 - 1946年6月5日）は、デンマーク生まれの天文学者。父親は、数学者・天文学者のトルバルド・ティエレである。
初めベルゲドルフのハンブルク天文台で働き、後にアメリカ合衆国に渡りリック天文台で働いた。1946年にカリフォルニア州アラメダ郡で死去。
4個の小惑星と、彗星C/1906 V1を発見し、彗星の軌道計算を行った。
小惑星 (1586) ティエレは彼の名前にちなんでいる。